# 永原秀一
永原 秀一（、1940年〈昭和15年〉8月7日 - 2001年〈平成13年〉11月14日）は東京都出身の脚本家。株式会社ラグス元代表取締役。日本大学芸術学部卒。

## 略歴
大学卒業後、東宝文芸部研究生、シナリオ作家協会職員を経て、1967年に日活映画『拳銃は俺のパスポート』でデビュー。以降、『野獣を消せ』（1969年）『斬り込み』（1970年）『女番長野良猫ロック』（1970年）などのハードボイルド・アクション作品を矢継ぎ早に手掛け、日活ニューアクション路線の屋台骨を脚本面から支えた。一方で日活作品のみならず、初のオリジナル脚本作品である『狙撃』（1968年）をはじめ、『弾痕』（1969年）『ヘアピン・サーカス』（1972年）『反逆の報酬』（1973年）などの東宝作品においてもその手腕を発揮し、“東宝ニューアクション”という新路線の開拓にも功績を残している。
1970年代半ば以降は活躍の場の中心をテレビドラマの世界に移し、特に『大都会』以降の石原プロモーション製作による刑事アクション作品ではシリーズ構成やライター陣の取りまとめなどを任され、『西部警察』の企画グループとして設立されたブローバック・プロの社長も務めた。映画作品においても『セックス・ライダー 傷だらけの欲情』（1973年）、『襲う!!』（1978年）、『肉の標的 奪う!』（1979年）などの日活ロマンポルノ作品、『最も危険な遊戯』（1978年）『蘇える金狼』（1979年）といった一連の松田優作主演作品の他、『惑星大戦争』（1977年）『ゴジラ』（1984年）などのSF特撮作品、『ハイティーン・ブギ』（1982年）などのアイドル路線も手掛けた。
晩年は時代劇やVシネマなどをコンスタントに手掛けていたが、2001年11月14日、心不全のため死去。61歳没。

### エピソード
- 生前は熱烈な草野球愛好家としても知られ、脚本家の柏原寛司が主宰する草野球チーム「JAWS」にもメンバーとして参加していた（他メンバーは、金子成人、峯尾基三、首藤剛志、粟津號など）。後に永原はJAWSから独立し、新チーム「ラグス」を創設。これらの草野球チームは脚本家志望の若手や後輩ライターへの門戸としても広く活用されていたが、その後ラグスは脚本家事務所として株式会社化。映画監督の前田陽一が共同代表となり、永原の門下であった平野靖士を中心に、佐治乾、山本茂、冨岡淳広らが所属した。
- 顔が永山則夫に酷似しているという理由で警官から職務質問を受けた際、執筆の資料としてモデルガンを所持していたことから、大騒ぎに発展したことがあるという。
- 東宝プロデューサーの田中文雄は、永原について「切れのいい脚本家」と評しており、ベテランのころに手掛けた『惑星大戦争』では細かなディスカッションをせずとも簡単なやり取りだけで修正が行われるなど、阿吽の呼吸であったという[3]。
- 映画『さよならジュピター』（1984年）では、脚本を執筆していたが、原作者の小松左京には採用されなかった[3]。東宝プロデューサーの田中友幸は、永原の脚本であればもう少し成功していたかもしれないと述べている[3]。田中はこれ以外に3本の映画で永原を起用している。

## 主な作品

### テレビドラマ
- かみなり三代（1968年）
- プロフェッショナル（1969年）
- おれは男だ!（1971年）
- 飛び出せ!青春（1972年）
- 太陽にほえろ!（1972年 - ）
- ワイルド7（1972年）
- おこれ!男だ（1973年）
- 傷だらけの天使（1974年）
- 新宿警察（1975年）
- 燃える捜査網（1975年）
- 大都会シリーズ
  - 大都会 闘いの日々（1976年）
  - 大都会 PARTII（1977年）
  - 大都会 PARTIII（1978年）
- 大非常線（1976年）
- いろはの"い"（1976年）
- コードナンバー108 7人のリブ（1976年）
- 大追跡（1978年）
- 西部警察シリーズ
  - 西部警察（1979年 - 1982年）
  - 西部警察 PART-II（1982年）
  - 西部警察 PART-III（1983年）
- 大激闘マッドポリス'80（1980年）
- 誇りの報酬（1985年）
- あぶない刑事（1986年）
- ベイシティ刑事（1987年）
- ゴリラ・警視庁捜査第8班（1989年）
- 銭形平次（1991年）

### テレビアニメ
- 青春アニメ全集『太陽の季節』（1986年）

### ドキュメンタリー番組
- 木曜スペシャル ペンタゴン 米ソ軍事戦略の全貌（1978年） - 構成

### 劇場映画
- 拳銃は俺のパスポート（1967年）
- 爆破3秒前（1967年）
- 狙撃 (1969年)
- 弾痕 (1969年)
- 野獣を消せ（1969年）
- 無頼 殺せ（1969年）
- やくざ番外地（1969年）
- 嵐の勇者たち（1969年）
- 斬り込み（1970年）
- 野良猫ロック
  - 女番長 野良猫ロック（1970年）
  - 野良猫ロック ワイルドジャンボ（1970年）
  - 野良猫ロック 暴走集団'71（1971年）
- 新宿アウトロー ぶっ飛ばせ (1971年)
- 流血の抗争（1971年）
- ヘアピン・サーカス（1972年）
- セックス・ライダー 傷だらけの欲情（1973年）
- 反逆の報酬（1973年）
- 無宿人御子神の丈吉 黄昏に閃光が飛んだ（1973年）
- 白熱 デッドヒート（1977年）
- 惑星大戦争（1977年）[2][1]
- 襲う!（1978年）
- 最も危険な遊戯（1978年）
- 乱れからくり（1979年）
- 蘇える金狼（1979年）
- 獣たちの熱い眠り（1981年）
- ハイティーン・ブギ（1982年）
- さよならジュピター（1984年） - 脚本協力[2][1]
- ゴジラ（1984年）[2][1]
- よるべなき男の仕事・殺し（1991年）
- 激しい季節（1998年）

### ビデオ映画
- 狙撃 THE SHOOTIST（1989年） - 原案
- ベレッタM92F 凶弾（1990年）
- 野獣都市 天使の囁き（1991年）
- 平成残侠伝 ぶった切れ!（1996年） - 原案
- 組織暴力 流血の抗争（1999年） - 原案
- 現金狩り 最終出口（1999年）